# 분리 사상
대수기하학에서 분리 사상(分離寫像, 영어: separated morphism, 프랑스어: morphisme séparé)은 스킴 사이의 사상의 일종이다. 정수환의 스펙트럼으로 가는 유일한 사상이 분리 사상인 스킴을 분리 스킴(分離scheme, 영어: separated scheme, 프랑스어: schéma séparé)이라고 한다. 스킴이 분리 스킴인 것은 위상 공간이 하우스도르프 공간인 것과 유사한 조건이다.:95

## 정의
스킴의 범주는 모든 올곱을 갖는다. 임의의 스킴 사상 {\displaystyle f\colon X\to Y}에 대하여 올곱 {\displaystyle X\times _{Y}X}을 취할 수 있으며, 대각 사상 {\displaystyle \operatorname {diag} _{f}\colon X\to X\times _{Y}X}이 항상 보편 성질에 의하여 존재한다.
스킴 사상 {\displaystyle f\colon X\to Y}이 다음 조건을 만족시킨다면, 준분리 사상(準分離寫像, 영어: quasiseparated morphism)이라고 한다.
- 대각 사상 {\displaystyle \operatorname {diag} _{f}\colon X\to X\times _{Y}X}은 준콤팩트 함수이다.

준분리 스킴(準分離scheme, 영어: quasiseparated scheme)은 {\displaystyle X\to \operatorname {Spec} \mathbb {Z} }가 준분리 사상인 스킴 {\displaystyle X}이다.
스킴 사상 {\displaystyle f\colon X\to Y}에 대하여, 다음 세 조건이 서로 동치이며, 이 조건을 만족시키는 사상을 분리 사상이라고 한다.
- 대각 사상 {\displaystyle \operatorname {diag} _{f}\colon X\to X\times _{Y}X}의 상이 닫힌집합이다.[1]:96, Corollary II.4.2
- 대각 사상 {\displaystyle \operatorname {diag} _{f}\colon X\to X\times _{Y}X}이 닫힌 몰입이다.[1]:96
- (값매김 조건 영어: valuative criterion)[2]:142, Proposition 7.2.3 준분리 사상이며, 임의의 값매김환 {\displaystyle R} 및 표준적 포함 사상 {\displaystyle i\colon \operatorname {Spec} \operatorname {Frac} R\to \operatorname {Spec} R}에 대하여, 오른쪽 올림이 만약 존재한다면 유일하다. 즉, 임의의 값매김환 {\displaystyle R} 및 임의의 사상 {\displaystyle x\colon \operatorname {Spec} R\to X} 및 임의의 사상 {\displaystyle {\bar {y}}\colon \operatorname {Spec} R\to X}에 대하여, 만약 {\displaystyle {\bar {y}}\circ i=f\circ x}라면, {\displaystyle x={\bar {x}}\circ i}인 사상 {\displaystyle {\bar {x}}\colon \operatorname {Spec} R\to X}는 만약 존재한다면 유일하다.
{\displaystyle {\begin{matrix}\operatorname {Spec} \operatorname {Frac} R&{\xrightarrow {x}}&X\\{\scriptstyle i}\downarrow &\nearrow {\scriptstyle {\bar {x}}}&\downarrow \scriptstyle f\\\operatorname {Spec} R&{\xrightarrow[{\bar {y}}]{}}&Y\end{matrix}}}

분리 스킴은 {\displaystyle X\to \operatorname {Spec} \mathbb {Z} }가 분리 사상인 스킴 {\displaystyle X}이다.:96

### 뇌터 스킴의 값매김 조건
만약 {\displaystyle Y}가 국소 뇌터 스킴이며, {\displaystyle f}가 국소 유한형 사상이라면, 값매김 조건에서 "모든 값매김환 {\displaystyle R} …"를 "모든 이산 값매김환 {\displaystyle R} …"로 약화시킬 수 있다.:142, Proposition 7.2.3:97, Theorem II.4.3 국소 뇌터 스킴을 정의역으로 하는 모든 스킴 사상은 준분리 사상이므로, 만약 {\displaystyle X} 또한 국소 뇌터 스킴이라고 가정한다면 "{\displaystyle f}는 준분리 사상이며, …" 역시 생략할 수 있다.
분리 사상의 값매김 조건에서 "존재한다면 유일하다"를 "유일하게 존재한다"로 바꾸면, 고유 사상의 값매김 조건을 얻는다.

## 성질
임의의 두 아핀 스킴 사이의 사상은 분리 사상이다.:96, Proposition II.4.1 특히, 모든 아핀 스킴은 분리 스킴이다. 이 경우, 대각 사상
{\displaystyle \operatorname {Spec} R\to \operatorname {Spec} R\times \operatorname {Spec} R}
은 자연스러운 환 준동형 사상
{\displaystyle \phi \colon R\otimes R\to R}
{\displaystyle \sum _{i}r_{i}\otimes s_{i}\mapsto \sum _{i}r_{i}s_{i}}
이다. 이는 항상 전사 준동형임을 알 수 있다.
모든 분리 스킴은 준분리 스킴이다.

## 예
모든 대수다양체는 분리 스킴이다.
체 {\displaystyle K}에 대하여, 두 개의 아핀 직선 {\displaystyle \mathbb {A} _{K}^{1}}을, 0을 제외한 열린 집합 {\displaystyle \mathbb {A} _{K}^{1}\setminus \{0\}}에서 이어붙여, 원점이 두 개가 있는 아핀 직선을 만들 수 있는데, 이는 분리 스킴이 아니다.:75–76, Example II.2.3.6; 96, Example II.4.0.1

## 역사
원래 그로텐디크는 《대수기하학 원론》 1권 초판에서 오늘날 "스킴"이라고 불리는 개념을 "준스킴"(영어: prescheme, 프랑스어: préschéma)라고 불렀고, 오직 분리 "준스킴"만을 "스킴"이라고 불렀다. 그러나 2판에서는 제약 없이 모든 준스킴을 스킴이라고 불렀고, 현재는 이 용어가 통용되고 있다.:xv

## 같이 보기
- 고유 사상